# 7 pádů Honzy Dědka
7 pádů Honzy Dědka je talkshow vedená novinářem Honzou Dědkem, specializující se na hudbu a rozhovory. Každé úterý od 21:35 je vysílán sestřih jeho show na TV Prima.

## O pořadu
Honza Dědek začal dělat svou show 7 pádů Honzy Dědka v lednu 2011 v pražském divadle Viola, kterou vidělo osm desítek návštěvníků. Během roku 2011 show vystřídala 3 lokace divadlo Viola, žižkovský Palác Akropolis a Malostranskou besedu, kde byl do června 2022. Během letních prázdnin 2022 procestoval se svou show české a moravské hrady a zámky v rámci Pohádkových 7 pádů Honzy Dědka. Navštívil zámek Opočno, Sychrov, Kozel, Hluboká, Blatná, Loučeň, Nelahozeves, Litomyšl a hrad Špilberk.
Od září 2022 je talkshow v novém prostředí s novou kulisou a novou znělkou, ve které si zahrál Jan Saudek, Gabriela Soukalová, Jiří Strach, Robert Jašków, Marek Taclík, Anna Kameníková, Michal Suchánek a další. Show se natáčí ze Švandova divadla, kromě již zmíněné nové dekorace mohou diváci vidět mnoho nových hostů a kapel.
Talk show se dostala do povědomí diváků díky online vysílání. V listopadu 2011 byl uveřejněn první záznam show na YouTube, v němž vystoupili hudebník Jaroslav Uhlíř, pornoherečka Tarra White a tehdy začínající písničkář Tomáš Klus.
V roce 2020 pozvání přijal zpěvák Mirai Navrátil, kuchař Jan Punčochář, herec Zdeněk Godla, plážová volejbalistka Barbora Hermannová, bojovník Karlos Vémola, módní návrhářka Blanka Matragi, pivovarník Stanislav Bernard a mnoho dalších.
V roce 2021 Honza Dědek změnil koncept show a zve si 3 hosty a jeden pár. Pozvání mu přijali kuchařka Kristína Nemčková, zpěvák Tomáš Klus, herečka Denisa Nesvačilová nebo herec Maroš Kramár. Pozvání taky přijal herecký pár Lenka Vlasáková a Jan Dolanský, modelka Aneta Vignerová a scenárista Petr Kolečko nebo tenistka Lucie Šafářová a hokejista Tomáš Plekanec a mnoho dalších hostů.
Pozvání do letních dílů show Pohádkových 7 pádů Honzy Dědka dostali Veronika Žilková, Zdeněk Troška, Marika Šoposká, Veronika Khek Kubařová, Jiří Krampol, Jiří Mádl, Ivana Andrlová, Václav Vydra, Josef Zíma, Václav Kopta a mnoho dalších.